# Nombre de Dios
Nombre de Dios és un corregiment del districte de Santa Isabel a la província de Colón, República de Panamà. La localitat tenia 1.130 habitants el 2010.
Va ser un dels primers assentaments europeus a Amèrica, considerant-se la població més antiga fundada en l'Amèrica continental pels europeus, encara habitada.

## Història
El lloc va ser explorat el 1502 per Cristòfor Colom, en el seu quart viatge, que va ser anomenat port de Bastiments.
La ciutat va ser fundada el 1510 per Diego de Nicuesa, com una colònia espanyola, sent anomenada Nombre de Dios. No obstant això, l'assentament va haver de ser abandonat, sent repoblat el 1519 per Diego de Albites per mantenir el contacte de l'acabada de fundar Panamà, en la costa del Pacífic, amb el mar Carib.
Nombre de Dios va ser el primer port en el continent de la Flota d'Índies. Es va construir una carretera de pedra d'uns 80 km, coneguda com a «Camí ral», que anava des de Nombre de Dios a la ciutat de Panamà. Aquesta carretera connectava per terra les rutes comercials de la Flota d'Índies amb l'Armada del Mar del Sud que partia de Callao.
Nombre de Dios estava situada prop d'un pantà insalubre, en un lloc molt difícil de fortificar, per la qual cosa va perdre importància progressivament. Així, va ser saquejada en 1572 i incendiada en 1596 per Francis Drake.
Després de 1596, la Flota d'Índies va canviar Nombre de Dios per la propera (i més fàcilment fortificable) ciutat de Portobelo. La ciutat va quedar gairebé abandonada.
En l'actualitat, pertany al districte de Santa Isabel, i és la capçalera de l'homònim corregimient de Nombre de Dios.